# Acalolepta atroolivacea
Acalolepta atroolivacea es una especie de escarabajo longicornio del género Acalolepta, tribu Monochamini, subfamilia Lamiinae. Fue descrita científicamente por Gilmour en 1956.
Se distribuye por Papúa Nueva Guinea. Mide aproximadamente 18-31 milímetros de longitud.